# Jij bent mijn leven
Jij bent mijn leven is een single van Anneke Grönloh. Ze werd op de single begeleid door het orkest onder leiding van Ger van Leeuwen. Jij bent mijn leven was de Nederlandse inzending voor het Eurovisiesongfestival 1964. Ze was, daar als Indonesische, de eerste artieste van niet-Europese komaf. Het liedje won het Nationaal Songfestival 1964, toen zij werd begeleid door een orkest onder leiding van Dolf van der Linden. Jij bent mijn leven versloeg Weer zingt de wind en Vliegende Hollander. Grönloh had haar zinnen gezet op Vliegende Hollander en keek enigszins sip toen het Jij bent mijn leven werd. De zangeres kreeg deels gelijk want ze kreeg tijdens het Eurovisiesongfestival slechts twee punten. Ze kreeg wel de persprijs en publieksprijs. Haar moeder vond het trouwens te vroeg voor Anneke om aan een internationale loopbaan te beginnen. In die opmerking moet wel meegenomen worden dat het tussen die twee toen niet boterde.
De betekenis van het lied wordt direct duidelijk:
Ik weet dat je liegt en dat je mij bedriegt
maar ik aanvaard 't want jij bent mijn leven
Het lied werd geschreven door Ted Powder en René de Vos. Ted Powder is een pseudoniem voor Theo Kruijt, een multi-instrumentalist, orkestleider en muziekproducent. De Vos was toen de zestig al gepasseerd en is bekend van de tekst van Louise, zit niet op je nagels te bijten van Lou Bandy. Later schreef hij nog Het duifje voor Johnny Jordaan en Willy Alberti.
De B-kant Weer zingt de wind werd geschreven door Joop Portengen en Gerrit den Braber, die laatste had ook al meegeschreven aan de vorige inzending naar het Eurovisiesongfestival 1963 Een speeldoos.
Philips Records had het alleenrecht voor de uitgave van de singles. Het gerucht gaat dat vooraf al catalogusnummers waren uitgegeven voor drie combinaties van liedjes met als derde optie Vliegende Hollander van Jan Mol.
Het jaar daarop kwam het antwoordlied: 't Is genoeg van Conny Vandenbos. Zij pikte het niet meer, dat haar man vreemd ging.

## Hitnotering
Grönloh stond in 1964 met een aantal singles in de maandlijsten van Muziek Expres. In april 1964 stond het op plaats 30.
1956: De vogels van Holland / Voorgoed voorbij · 1957: Net als toen · 1958: Heel de wereld · 1959: 'n Beetje · 1960: Wat een geluk · 1961: Wat een dag · 1962: Katinka · 1963: Een speeldoos · 1964: Jij bent mijn leven · 1965: 't Is genoeg · 1966: Fernando en Filippo · 1967: Ring-dinge-ding · 1968: Morgen · 1969: De troubadour · 1970: Waterman · 1971: Tijd · 1972: Als het om de liefde gaat · 1973: De oude muzikant · 1974: Ik zie een ster · 1975: Ding-a-dong · 1976: The party's over · 1977: De mallemolen · 1978: 't Is O.K. · 1979: Colorado · 1980: Amsterdam · 1981: Het is een wonder · 1982: Jij en ik · 1983: Sing me a song · 1984: Ik hou van jou · 1986: Alles heeft ritme · 1987: Rechtop in de wind · 1988: Shangri-la · 1989: Blijf zoals je bent · 1990: Ik wil alles met je delen · 1992: Wijs me de weg · 1993: Vrede · 1994: Waar is de zon · 1996: De eerste keer · 1997: Niemand heeft nog tijd · 1998: Hemel en aarde · 1999: One good reason · 2000: No goodbyes · 2001: Out on my own · 2003: One more night · 2004: Without you · 2005: My impossible dream · 2006: Amambanda · 2007: On top of the world · 2008: Your heart belongs to me · 2009: Shine · 2010: Ik ben verliefd (sha-la-lie) · 2011: Never alone · 2012: You and me · 2013: Birds · 2014: Calm after the storm · 2015: Walk along · 2016: Slow down · 2017: Lights and shadows · 2018: Outlaw in 'em · 2019: Arcade · 2020: Grow · 2021: Birth of a new age · 2022: De diepte · 2023: Burning daylight · 2024: Europapa